# Tournefortia candida
Tournefortia candida là loài thực vật có hoa trong họ Mồ hôi. Loài này được (M. Martens & Galeotti) Walp. miêu tả khoa học đầu tiên năm 1847.